# Die O.J. Simpson Story – Der Mordfall des Jahrhunderts
Die O.J. Simpson Story – Der Mordfall des Jahrhunderts (Originaltitel: The O.J. Simpson Story) ist ein US-amerikanischer Fernsehfilm von Jerrold Freedman aus dem Jahr 1995, der 8 Monate vor dem Freispruch im Strafprozess gegen O. J. Simpson auf dem Fernsehsender Fox erstausgestrahlt wurde.

## Handlung
Nicole Brown, Ex-Frau des ehemaligen American-Football-Spielers und Schauspielers O.J. Simpson, wird gemeinsam mit einem jungen Mann namens Ron Goldman ermordet aufgefunden. Schnell gerät O.J. Simpson in den Fokus der Ermittlungen. In Rückblenden wird die von Leidenschaft und Gewalt geprägte Beziehung von Nicole und O.J. erzählt, ebenso wie Simpsons Jugend in Los Angeles und die Beziehung zu seiner ersten Frau Marguerite.
Um seiner Verhaftung zu entgehen, flieht Simpson mit seinem Freund Al Cowlings in einem weißen Ford Bronco. Die Fahrt über den Interstate Highway 405 wird aus einem Hubschrauber live im Fernsehen übertragen. Erst spät am Abend und nach langen Verhandlungen lässt sich Simpson in seinem Haus widerstandslos festnehmen.

## Kritik
John J. O’Conner von der New York Times sieht den Film als Teil der Sensationsberichterstattung um den kurz zuvor stattgefundenen Doppelmord. Zwar wurde die Ausstrahlung bis zur Aufstellung der Jury im Strafprozess gegen O.J. Simpson verschoben, insgesamt dürfe der Film jedoch eher im Sinne der Anklage gelesen werden. Tim Gray von Variety kritisiert hingegen die große Vorsicht der Autoren vor Andeutungen von Schuld oder Unschuld Simpsons. Selbst Ehestreitigkeiten oder Szenen mit den Kindern wären flach und emotionslos dargestellt. Wenn man jemandem die Autorenschaft an diesem Film zusprechen müsste, dann wohl den Anwälten der Produktion. Gray wagt einen Blick in die Zukunft und vermutet, dass der Stoff eines Tages noch einmal stärker interpretiert würde unter Berücksichtigung der Themen ehelicher Missbrauch, Rassenfrage, Rechtssystem, Ruhm und Absturz.
Jochen Rack vom Filmdienst vermutet ebenfalls, dass der Profit am Spektakel bei der Herstellung des Films im Vordergrund stand. Außerdem schreibt er: „Schmalzig in den Dialogen, begleitet von weinerlicher Musik, bleibt die Fiktionalisierung des ohnehin medienwirksam aufbereiteten Prozesses weit hinter der zynischen Wirklichkeit zurück.“
Tim Molloy vergleicht den Film aus der Perspektive von 2016 im Online-Magazin TheWrap mit der 10-teiligen Staffel The People v. O. J. Simpson der Serie American Crime Story. Positiv hebt er hervor, dass in der Verfilmung von 1995 mehr von Nicole Brown zu sehen ist, so zum Beispiel eine fiktionalisierte Szene ihrer ersten Begegnung mit O.J. Simpson 1977. Viele Ereignisse im damals noch nicht stattgefundenen Strafprozess, die heute das kollektive Bild des Verbrechens prägen, fehlten verständlicherweise. Molloy erwähnt auch das Pseudonym Alan Smithee, unter dem Regisseur Jerrold Freedman im Vorspann genannt wird. Dieses wird standardmäßig genutzt, wenn ein Regisseur nicht mehr mit seinem Film in Zusammenhang gebracht werden will.